# Rivière de Sierra Leone
La rivière de Sierra Leone est un estuaire situé à l'embouchure de deux rivières de Sierra Leone, la Bankasoka (en) et la Rokel. Elle débouche dans l'océan Atlantique au niveau de la ville de Freetown. Il s'agit de la plus grande rade du continent africain.

## Source de la traduction
- (en) Cet article est partiellement ou en totalité issu de l’article de Wikipédia en anglais intitulé « Sierra Leone River » (voir la liste des auteurs).